# Walentina Titowa
Walentina Antipowna Titowa (ros. Валентина Антиповна Титова; ur. 6 lutego 1942 w Korolowie w Obwodzie moskiewskim) – rosyjska aktorka.

## Filmografia
- 1964: Nocna zamieć jako Maria Gawriłowna
- 1966: Katerina Izmaiłowa
- 1968: Tarcza i miecz jako Nina
- 1972: Miasto na Kaukazie
- 1975: Ale heca! jako królowa
- 1976: Dni Turbinowych jako Jelena Talberg
- 1976: Setka dla kurażu
- 1977: Wojny domowe
- 1977: Mimino jako żona śpiewaka operowego
- 1978: Ojciec Sergiusz jako Mary Korotkowa[2]
- 1980: Dwadzieścia lat później jako Lena[3]

i inne